# イン・ア・サイレント・ウェイ
『イン・ア・サイレント・ウェイ』（In A Silent Way）は、トランペット奏者のマイルス・デイヴィスが1969年に制作・発表したアルバム。ジャズにエレクトリック楽器を持ち込み、フュージョンという新しい音楽ジャンルの先駆けとなった作品。

## 解説

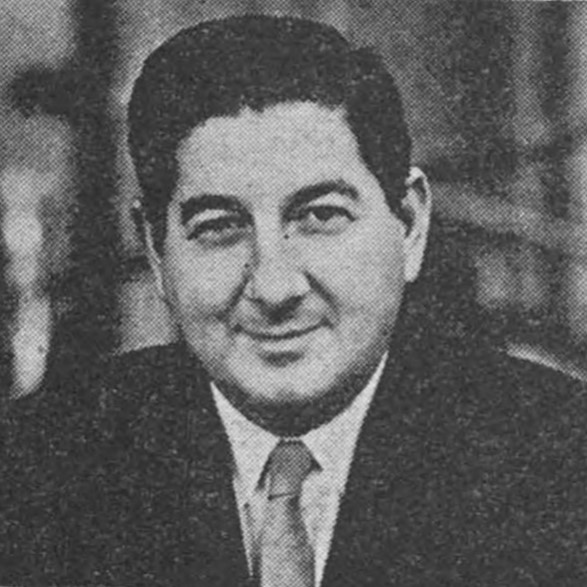
プロデューサーのテオ・マセロ

『ネフェルティティ』（1967年）を最後に、旧来のアコースティック・ジャズからの脱皮を考えたマイルスは、『マイルス・イン・ザ・スカイ』（1968年）で、実験的にエレクトリック楽器を導入。そして、前作『キリマンジャロの娘』（1969年）から加入したチック・コリアとデイヴ・ホランド、本作でマイルスと初共演となるジョン・マクラフリンとジョー・ザヴィヌルといった新顔を迎え、より本格的にエレクトリック・ジャズ路線を押し進めた。後にウェザー・リポートを結成するウェイン・ショーターとジョー・ザヴィヌル、リターン・トゥ・フォーエヴァーを結成するチック・コリア、マハヴィシュヌ・オーケストラを結成するジョン・マクラフリンと、1970年代のフュージョン・シーンを担うプレイヤー達が一堂に会した作品と言える。
レコードのA面を占めていた「シュー/ピースフル」は、ハイ・ハットによる16ビートの繰り返しと、Dのコードだけで演奏されるベースに乗って、各メンバーが即興演奏を繰り広げていく曲。B面は、ジョー・ザヴィヌルが書いた静かな曲「イン・ア・サイレント・ウェイ」と、マイルス作の「イッツ・アバウト・ザット・タイム」のメドレー。本作の音源は、生の即興演奏をプロデューサーのテオ・マセロが編集したものであり、2001年に発売されたボックス・セット『ザ・コンプリート・イン・ア・サイレント・ウェイ・セッションズ』で、編集される前のヴァージョンが初めて公表された。
同時期にコロンビアのスタジオで録音されていたのがローラ・ニーロの『ニューヨーク・テンダベリー』であり、後に2人は同じフィルモア・イーストのステージに立った。
なお、本作は、トニー・ウィリアムス在籍時としては最後のアルバムでもある。

## 収録曲
1. 「シュー/ピースフル - Shhh/Peaceful」(18:16)
  - A) Shhh （マイルス・デイヴィス）(6:14)
  - B) Peaceful （マイルス・デイヴィス）(5:42)
  - C) Shhh （マイルス・デイヴィス）(6:20)
2. 「イン・ア・サイレント・ウェイ/イッツ・アバウト・ザット・タイム - In A Silent Way/It's About That Time」(19:51)
  - A) In A Silent Way （ジョー・ザヴィヌル）(4:10)
  - B) It's About That Time （マイルス・デイヴィス）(11:27)
  - C) In A Silent Way （ジョー・ザヴィヌル）(4:15)

## 演奏メンバー
- マイルス・デイヴィス - トランペット
- ウェイン・ショーター - ソプラノ・サックス
- ハービー・ハンコック - エレクトリックピアノ
- チック・コリア - エレクトリックピアノ
- ジョー・ザヴィヌル - オルガン
- ジョン・マクラフリン - エレクトリックギター
- デイヴ・ホランド - ベース
- トニー・ウィリアムス - ドラム